# Orbiter (Simulator)
Orbiter ist eine kostenlose Weltraum-Flugsimulation für Windows. Mit der newtonschen Physik-Engine werden Flugbahnen von Objekten (wie z. B. der Raumschiffe) in Echtzeit oder zeitkomprimiert berechnet. Als Add-ons sind z. B. das Apollo-Programm, die Space-Shuttle-Flotte der NASA sowie historische, reale sowie fiktive Raumfahrzeuge erhältlich die von einer Community entwickelt werden. Des Weiteren sind MFD-Addons erhältlich, mit denen komplexe Flugmanöver (z. B. Swing-bys) und bessere Darstellung der eigenen (geplanten) Flugbahn und der Planetenbahnen möglich sind. Die Simulation verwendet u. a. Lua, um einen Autopiloten zu bedienen. Hochauflösende Texturpakete der Erde und anderer Himmelskörper auf Basis von Satellitenaufnahmen sowie ganze Sternensysteme können zusätzlich installiert werden. In der Grundinstallation ist das gesamte Sonnensystem mit allen acht Planeten und ihren wichtigsten Monden enthalten sowie mehrere unterschiedliche Raumfahrzeuge und -stationen. Zum Erlernen der Bedienung ist nur eine Dokumentation in englischer Sprache enthalten.
In der am 30. August 2016 erschienenen Version "Orbiter 2016" sind Höhenprofile einzelner Planeten (beispielsweise Erde und Mond) enthalten. Die zur Darstellung benötigten Dateien werden in unterschiedlichen Qualitätsstufen zur Verfügung gestellt und werden separat heruntergeladen.
Am 29. Juli 2021 wurde die Lizenz der Software auf MIT-Opensource Lizenz geändert.